# Calle 46–Calle Bliss (línea Flushing)
La Calle 46–Calle Bliss es una estación en la línea Flushing del Metro de Nueva York del Servicio A del Interborough Rapid Transit Company (IRT). Localizada en la intersección con la Calle 46 y Queens Boulevard en Sunnyside, Queens. La estación es servida las 24 horas de los trenes del servicio .

## Enlaces externos

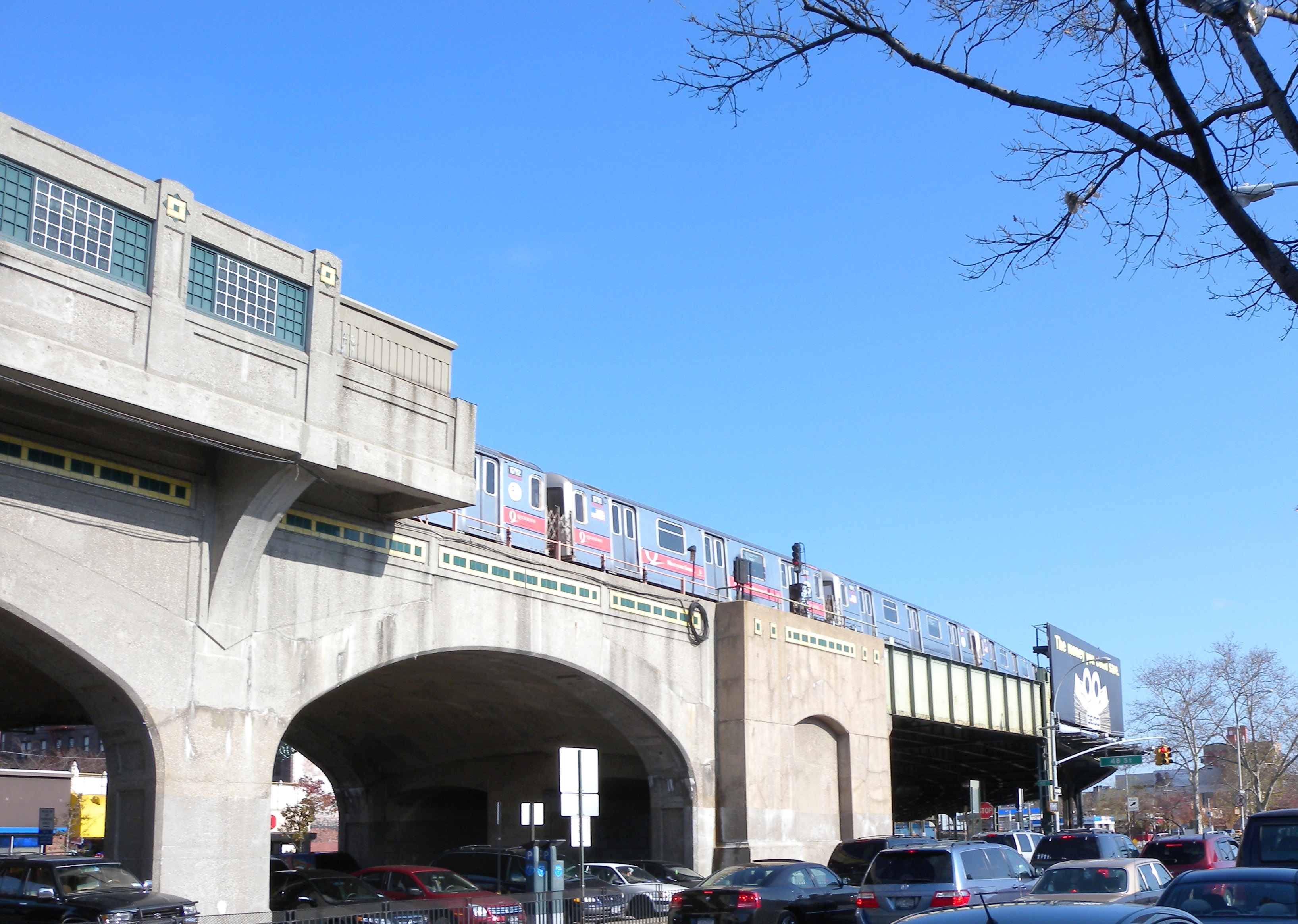
Saliendo de Bliss hacia Roosevelt